# Чемпионат Англии по кёрлингу среди смешанных команд
Чемпионат Англии по кёрлингу среди смешанных команд (англ. English Mixed Curling Championship) — ежегодное соревнование английских смешанных команд по кёрлингу (команда должна состоять из двух мужчин и двух женщин; см. Смешанный кёрлинг). Проводится с 2005 года. Организатором является Ассоциация кёрлинга Англии (англ. English Curling Association).
Победитель чемпионата получает право до следующего чемпионата представлять Англию на международной арене как смешанная сборная Англии (в 2005—2014 на чемпионате Европы, а начиная с 2015 на чемпионате мира).

## Годы и команды-чемпионы
Составы команд указаны в порядке: четвёртый, третий, второй, первый, запасной, тренер; cкипы выделены полужирным шрифтом.
| Год  | Золото                                                                               |
| 2005 | Алан Макдугалл, Джоан Рид, Chris Robinson, Claire Grimwood                           |
| 2006 | чемпионат не проводился                                                              |
| 2007 | Алан Макдугалл, Лана Уотсон, Andrew Reed, Suzie Law                                  |
| 2008 | Алан Макдугалл, Лана Уотсон, Andrew Reed, Suzie Law                                  |
| 2009 | Алан Макдугалл, Лана Уотсон, Andrew Reed, Suzie Law                                  |
| 2010 | Алан Макдугалл, Лана Уотсон, Andrew Reed, Suzie Law                                  |
| 2011 | Алан Макдугалл, Лана Уотсон, Andrew Reed, Suzie Law                                  |
| 2012 | Брайан Закари, Lauren Pearce, Kerr Alexander, Naomi Robinson, запасной: Ангарад Уорд |
| 2013 | Джон Шарп, Лорна Реттиг, Nigel Patrick, Alison Hemmings                              |
| 2014 | Бен Фаулер, Лорна Реттиг, Nigel Patrick, Анна Фаулер                                 |
| 2015 | Arthur Bates, Лана Уотсон, Harry Mallows, Сара Ягодова                               |
| 2016 | Greg Dunn, Ангарад Уорд, Nigel Patrick, Лорна Реттиг                                 |
| 2017 | Andrew Woolston, Lesley Gregory, Scott Gibson, Kirsty Balfour                        |
| 2018 | Greg Dunn, Лорна Реттиг, Jonathan Braden, Sydney Boyd                                |
| 2019 | Stuart Brand, Fiona Spain, Johnathan Havercroft, Kathryn Spain                       |